# Potamanthus sabahensis
Potamanthus sabahensis is een haft uit de familie Potamanthidae. De wetenschappelijke naam van de soort is voor het eerst geldig gepubliceerd in 1990 door Bae & McCafferty.
De soort komt voor in het Oriëntaals gebied.